# Proszpekt Vernadszkovo metróállomás (Szokolnyicseszkaja vonal)
A Proszpekt Vernadszkovo (oroszul: Проспе́кт Верна́дского, magyarul: Vernadszkij körút) egy metróállomás a moszkvai metróban, a Szokolnyicseszkaja vonalon. Két szomszédja az Unyiverszityet és a Jugo-Zapadnaja. 1963-ban építették, a moszkvai metró 1960-as években épített állomásaira jellemző oszlopsoros, háromhajós szerkezetű. A falat uráli márványból készült kék és sárga csíkok dekorálják. Az északkeleti oldalon található kijáratnál található az állomás névadójának, Vlagyimir Vernadszkijnak a mellszobra. Az állomás tervezői Ivan Taranov és Nagyezsda Bikova. Az állomáson át lehet szállni a Bolsaja Kolcevaja vonalra.

## Fordítás
- Ez a szócikk részben vagy egészben a Prospekt Vernadskogo (Sokolnicheskaya line) című angol Wikipédia-szócikk fordításán alapul. Az eredeti cikk szerkesztőit annak laptörténete sorolja fel. Ez a jelzés csupán a megfogalmazás eredetét és a szerzői jogokat jelzi, nem szolgál a cikkben szereplő információk forrásmegjelöléseként.